# Endemity tatrzańskie

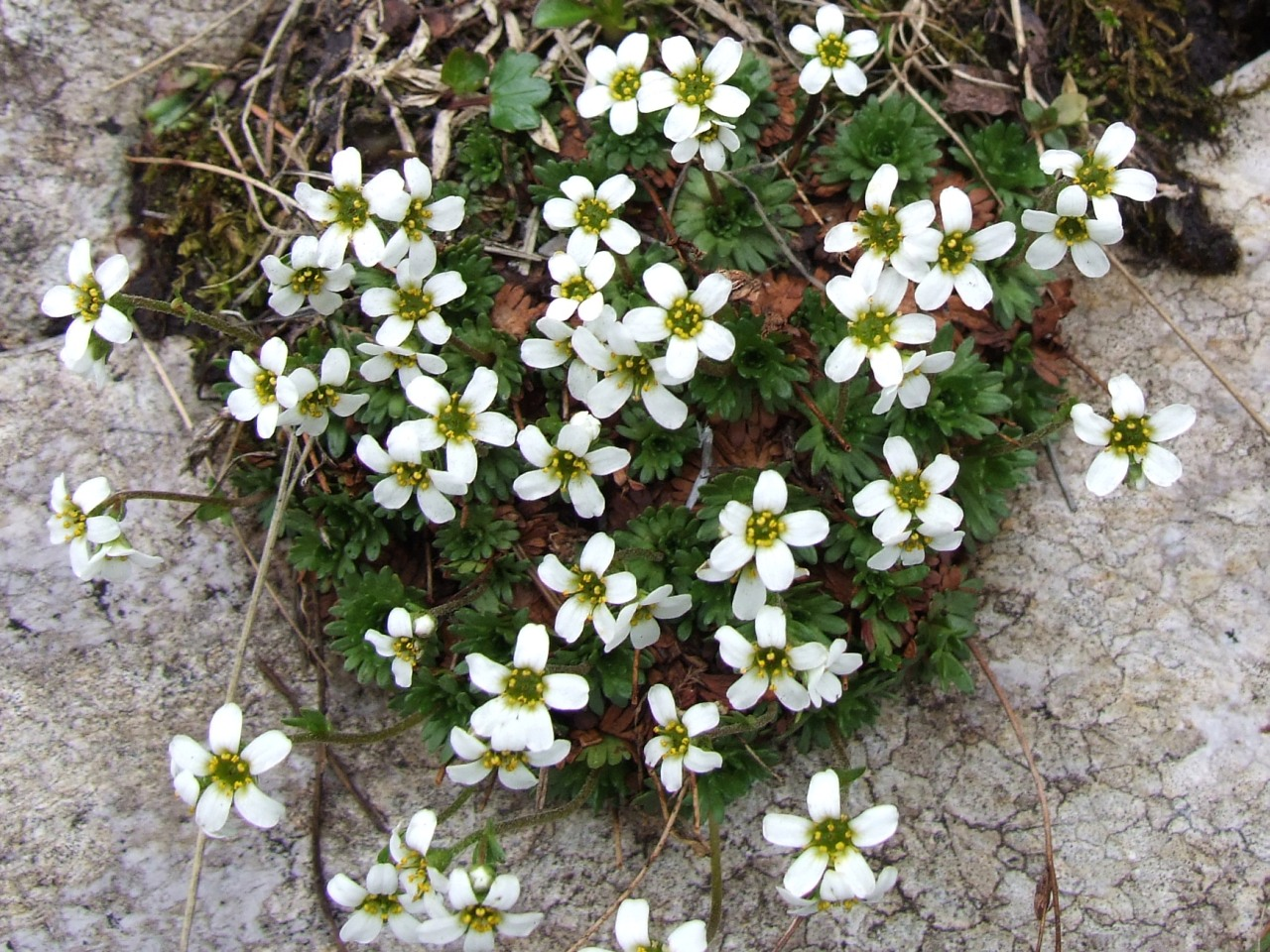
Skalnica tatrzańska (Saxifraga perdurans), endemit zachodniokarpacki występujący głównie w Tatrach Zachodnich

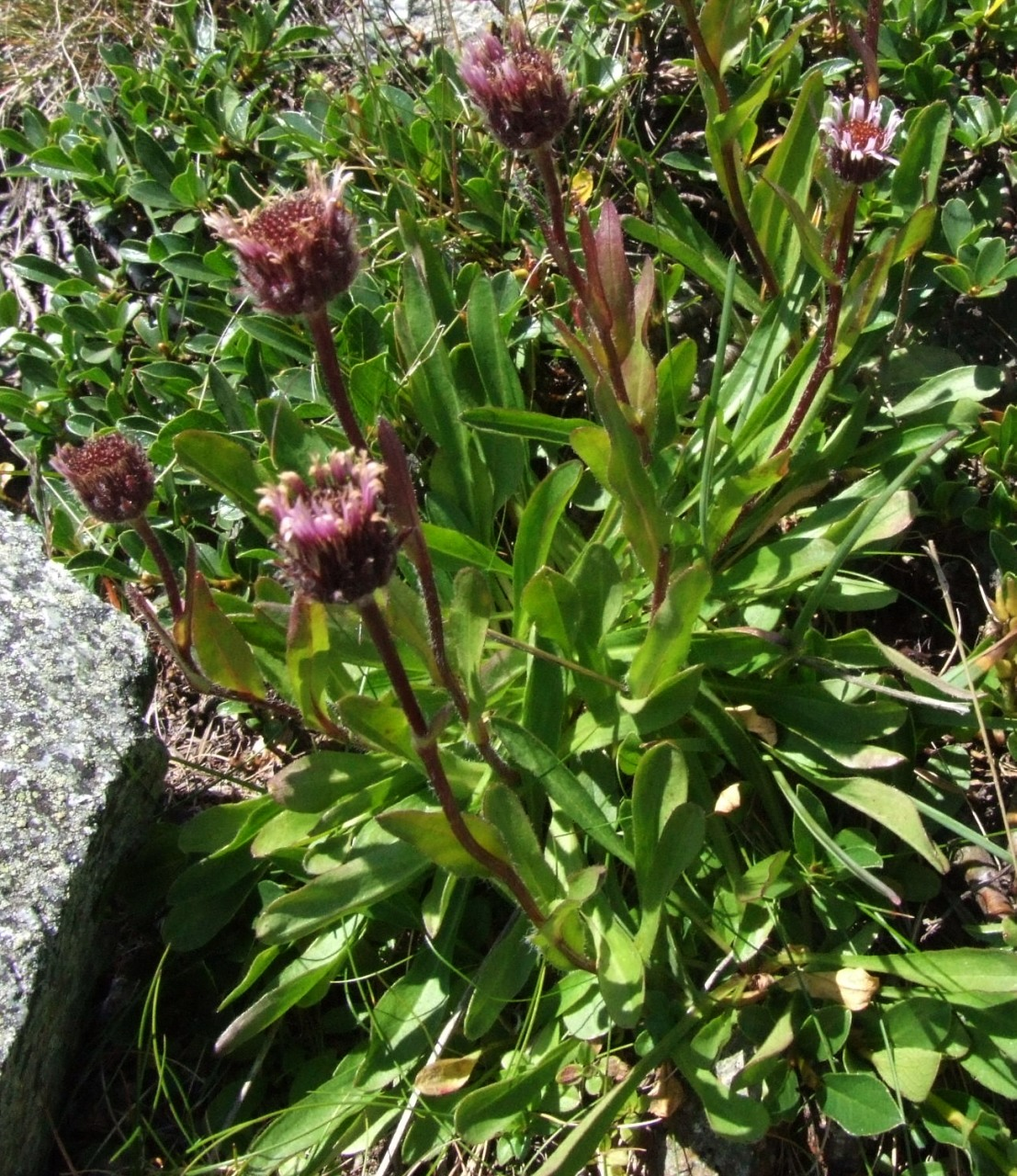
Przymiotno węgierskie

Endemity tatrzańskie – endemiczne taksony występujące wyłącznie na terenie Tatr i nigdzie poza nimi nie spotykane w stanie naturalnym. Spośród roślin naczyniowych należą do nich:
- z rodzaju przywrotnik (Alchemilla L.) – opisano kilkadziesiąt gatunków endemicznych przywrotników występujących tylko w Tatrach. Większość reprezentują gatunki drobne należące do szerzej rozprzestrzenionych gatunków zbiorowych, a ich rozróżnienie wymaga dużego doświadczenia i specjalistycznej wiedzy, ponadto pozycja taksonomiczna części z nich jest dyskusyjna. Z tego rodzaju endemitami tatrzańskimi są:
  - Alchemilla acrostegia Plocek – występuje w rejonie Czerwonych Wierchów;
  - Alchemilla amauroptera Plocek – gatunek znany tylko ze słowackich Tatr Bielskich podobnie jak gatunek następny;
  - Alchemilla ambyloides Plocek;
  - Alchemilla amicorum Pawł. – występuje w rejonie Czerwonych Wierchów;
  - Alchemilla anceps Plocek – gatunek znany z Tatr Bielskich tak jak i następny;
  - Alchemilla aspera Plocek;
  - Alchemilla brachycodon Plocek – opisany ze słowackich Tatr;
  - Alchemilla claviflora Plocek – występuje w polskiej części Czerwonych Wierchów;
  - Alchemilla chalarodesma Plocek – opisany ze słowackich Tatr Bielskich;
  - Alchemilla chilitricha Plocek – występuje z rejonie Siwego Wierchu w słowackich Tatrach Zachodnich;
  - Alchemilla curtischista Plocek – opisany ze słowackich Tatr Bielskich, tak samo jak następny gatunek;
  - Alchemilla deccurens Plocek;
  - Alchemilla dostali Plocek – gatunek opisano z Osobitej w słowackich Tatrach Zachodnich;
  - Alchemilla erythropoides Pawł. – wykazany ze słowackich Tatr Zachodnich;
  - Alchemilla eugenii Pawł. – występuje w rejonie Czerwonych Wierchów;
  - Alchemilla exaperta Plocek – znany z Tatr Bielskich;
  - Alchemilla gievontica Pawł. – stanowiska tego gatunku zlokalizowane są wyłącznie po polskiej stronie Tatr w rejonie Giewontu;
  - Alchemilla gymnopoda Plocek – Tatry Bielskie;
  - Alchemilla hyperptycha Plocek – gatunek znany ze słowackich Tatr Wysokich;
  - Alchemilla jasiewiczii Pawł. – polskie Tatry Wysokie;
  - Alchemilla kosiarensis Plocek – Tatry Bielskie;
  - Alchemilla kulczynskii Pawł. – gatunek z rejonu Czerwonych Wierchów tak samo jak gatunek następny;
  - Alchemilla ladislai Pawł.;
  - Alchemilla lorata Plocek – znany z Tatr Bielskich;
  - Alchemilla marginata Plocek – występuje w rejonie słowackich Tatr Wysokich, podobnie jak gatunek następny;
  - Alchemilla megalodonta Plocek;
  - Alchemilla moncophila Plocek – ten i dwa następne gatunki odnaleziono w Tatrach Bielskich;
  - Alchemilla multiloba Plocek;
  - Alchemilla obesa Plocek;
  - Alchemilla oculmarina Pawł. – odnotowany w Tatrach Wysokich;
  - Alchemilla pseudothmari Pawł. – dotychczas wykazany tylko z polskich Tatr Zachodnich;
  - Alchemilla rhodocycla Plocek – gatunek występuje w rejonie Siwego Wierchu na Słowacji;
  - Alchemilla rhodocycla Plocek – znany z Tatr Bielskich tak samo jak gatunek następny;
  - Alchemilla sejuncta Plocek;
  - Alchemilla sokolowskii Pawł. – występuje w rejonie Czerwonych Wierchów po stronie Polskiej;
  - Alchemilla stenoleuca Plocek – znany z Tatr Bielskich tak samo jak następny gatunek;
  - Alchemilla superata Plocek;
  - Alchemilla tacikii Plocek – Tatry Wysokie;
  - Alchemilla thaumasia Plocek – Tatry Bielskie;
  - Alchemilla versipiloides Pawł. – gatunek występujący na Czerwonych Wierchach;
  - Alchemilla tatricola Pawł. – ten i następny gatunek znany z polskiej strony Tatr;
  - Alchemilla zmudae Pawł.
- piaskowiec Arenaria tenella Kit. – gatunek bywa ujmowany jako synonim piaskowca orzęsionego (Alenaria ciliata L.)[3], lub jego podgatunek i w zależności od przyjętej konwencji jest lub nie endemitem.
- warzucha tatrzańska (Cochlearia tatrae Borbas) – gatunek ma stanowiska w wysokich partiach całych Tatr, jednak po polskiej stronie znany jest tylko z kilku leżących w Tatrach Wysokich.
- świetlik (Euphrasia exaristata Smejkal) – Gatunek ograniczony do rejonu Czerwonych Wierchów.
- rodzaj jastrzębiec (Hieracium L.) jest w Tatrach reprezentowany przez wiele gatunków w tym kilka endemicznych. Podobnie jak w przypadku przywrotników większość jest gatunkami drobnymi i należy do gatunków zbiorowych. Status poszczególnych taksonów jest zmienny, a oznaczanie roślin z tego rodzaju nastręcza wielu problemów. Do endemitów tatrzańskich zaliczane są:
  - Hieracium krivanense (Woł. et Zahn) Schljako – występuje w Tatrach Wysokich, podobnie jak gatunek kolejny;
  - Hieracium mlinicae (Hruby et Zahn) Chrtek f. et Mráz;
  - Hieracium palenicae Rech. f. et Zahn – gatunek znany ze słowackich Tatr Zachodnich;
  - Hieracium slovacum Chrtek f – gatunek znany z Tatr Bielskich;
  - Hieracium subsinuatum Borbás – wykazany ze słowackich Tatr Zachodnich.
- złocieniec alpejski podgatunek tatrzański (Leucanthemopsis alpina (L.) Heywood subsp. tatrae (Vierh.) J. Holub) – Kliment podaje go również z Tatr Niżnych[2] i w takim wypadku podgatunek tego złocieńca należy uznać za subendemit tatrzański, ewentualnie endemit zachodniokarpacki.
- mak tatrzański podgatunek typowy (Papaver tatricum (A. Nyár.) Ehrend. subsp. tatricum) – w takim ujęciu taksonomicznym jest endemitem Tatrzańskim.
- wiechlina granitowa (Poa granitica Braun-Blanq. subsp. granitica). Występuje dość często w Tatrach Wysokich, rzadziej w Tatrach Zachodnich.
- wiechlina szlachetna (Poa nobilis Skalińska). Bardzo rzadka, jedyne znane jej stanowiska znajdują się w okolicy Morskiego Oka.
- wiechlina (Poa sejuncta Bernátová, Májovský et Obuch) – gatunek znany z Osobitej w słowackich Tatrach Zachodnich.
- jaskier (Ranunculus altitatrensis Paclová et Murín) – dotychczas gatunek wykazano tylko w słowackich Tatrach Wysokich.
- skalnica darniowa (Saxifraga moschata Wulfens subsp. kotulae S.Pawł.) – Kliment podaje ten podgatunek również z Tatr Niżnych[2], w takim wypadku skalnica jest subendemitem tatrzańskim, lub endemitem zachodniokarpackim.
- mniszek (Taraxacum pawlowskii Soest) – gatunek wykazano wyłącznie w rejonie Tatr Wysokich.
- rutewka mniejsza (Thalictrum minus L. subsp. carpaticum (Kotula) Osvacilowa).

Należy pamiętać, że status endemitu nie jest ustalony raz na zawsze. Uznawane dawniej za endemity tatrzańskie dwa gatunki; skalnica tatrzańska (Saxifraga perdurans) i ostróżka tatrzańska (Delphinium oxysepalum) okazały się endemitami zachodniokarpackimi. Co prawda występują głównie w Tatrach, jednak nieliczne ich stanowiska znaleziono także w Niżnych Tatrach, na Wielkim Choczu i w Małej Fatrze. Może się okazać, że także inne, wymienione wyżej endemity zostaną odnalezione w innych rejonach i wówczas stracą status endemitu tatrzańskiego.
Oprócz tego w Tatrach występują rośliny, które tutaj mają swoje główne siedlisko, ale występują też w niewielkich ilościach w sąsiednich obszarach. Należą one do grupy tzw. subendemitów, endemitów ogólnokarpackich i endemitów zachodniokarpackich.